# 마르셀루 카에타누
마르셀루 조제 다스 네베스 알베스 카에타누(포르투갈어: Marcelo José das Neves Alves Caetano, 1906년 8월 17일 ~ 1980년 10월 26일)는 포르투갈의 정치인이다. 1968년 ~ 1974년 총리를 지냈다. 쿠데타로 물러났다.
리스본에서 태어났다. 리스본 대학교 법학 교수였는데, 안토니우 살라자르 총리의 이스타두 노부(신체제)의 헌법 등의 제정에 참여했다. 1944년 ~ 1947년 식민장관을 지냈으며, 1947년부터 국민동맹 의장을 맡았다. 1959년 ~ 1962년 리스본 대학교 총장을 지냈으며, 1968년, 36년간 집권하던 살라자르 총리가 쓰러지자 그 후임 총리로 임명되었다. 그는 민주화 요구를 부분적으로 수용했으나, 경제 정책의 실패 등으로 지지 기반을 잃었고 아프리카의 식민지에 대한 탄압을 계속하며 독립을 인정하지 않는 등 국제적 비난을 받는 등 위기를 맞이했다. 1974년 군부 소장파가 일으킨 카네이션 혁명으로 그의 정권은 무너졌으며, 그는 브라질로 망명하여 그 곳에서 여생을 보냈다. 리우데자네이루의 가마 필류 대학교의 법학 연구소 소장으로 있다가 1980년 리우데자네이루에서 세상을 떠났다.